# Арменска католическа църква
Арменската католическа църква (на арменски: Հայ Կաթողիկե Եկեղեցի) е източнокатолическа (униатска) църква.
Възниква през 1198 г. в Киликийска Армения в резултат на уния, сключена между Римокатолическата и Арменската апостолическа църква.

## Възникване
Кръстоносците установяват тесни контакти с Арменската апостолическа църква през 12 век, когато преминават през арменското царство в Киликия на път за Светите земи. Съюзът между кръстоносците и арменските царе довежда до сключване на уния между двете църкви през 1198 година. Тази уния, която не е приета от останалите арменци извън Киликия, свършва през 1375 година, когато арменската държава пада под ударите на татаро-монголите.
На 22 ноември 1439 година на Флорентинския събор е обнародован декрет Exultate Deo, с който е възобновена унията с Арменската апостолическа църква и, въпреки че този документ има по-скоро формален характер, по-късно дава догматическо основание за основаването на бъдещата Арменска католическа църква.
Мисионерската дейност на католическите пратеници сред арменците започва още през 1320 година с основаването на така наречената „братска уния“, вече не съществуваща арменска монашеска община, свързана с доминиканците. С течение на времето разхвърляните, но постоянно разстящи арменски католически общини започват да имат своя църковна йерархия и свой католически патриарх. През 1742 година папа Бенедикт XIV утвърждава бившия арменски апостолически епископ Авраам Ардзивян (1679-1749) за патриарх на Киликийска Армения с резиденция в Ливан и юрисдикция над арменците-католици в южните провинции на Османската империя. Арменците, живеещи на север, от по-рано имаат свой апостолически викарий в Цариград. Новият патриарх се нарича Авраам Пеиер I, и всички останали, които заемали неговия пост също вземат в църковната си титла името Пиер (Петър).

## Арменците-католици в Османската империя
Политико-административната система на Османската империя предоставя на религиозните малцинства админситративна автономия под управлението на религиозните лидери (системата на милетите), в резултат на която всички арменци-католици се оказват под гражданското управление на арменския апостолически патриарх в Цариград. Това затруднява извънредно много арменците-католици и дори се стига до гонения, продължили до 1829 година, когато под натиска на Франция турското правителство им позволява да се организират в отделна административна единица (милет) със свой архиепископ в Цариград. През 1846 година този архиепископ получава и права на граждански управител на общността.
Ненормалното положение, при което архиепископа в Цариград представлява и гражданската и църковната власт, а патриарха – духовния лидер на Църквата – се намира в Ливан, е премахнато през 1867 година, когато папа Пий IX обединява двата престола и премества резиденцията на католическия патриарх в Цариград.
Извършеният в края на Първата световна война от турското правителство Арменски геноцид нанася жесток удар на арменската католическа общност. Загиват 7 епископи, 130 свещеници, 47 монаси и над 10 0000 миряни. Във връзка с рязкото намаляване на арменската общност в Турция, Арменокатолическия Синод, събрал се в Рим през 1928 година, решава отново да премести патриархата в Ливан (в Бейрут), а на Цариград (Истанбул) е даден статут на архиепископия.

## Арменците-католици в СССР и Русия
Няколко общини на арменци-католици има в тази част на Историческа Армения, която през 1823 година влиза в състава на Руска империя. През 1850 година Пий IX учредява Артвинска епархия за всички арменци-католици, намиращи се на територията на Руската империя. Въпреки противодейстивето на царското правителство източната католическа епархия се появява след 40 години.
През 1912 година арменците-католици в Руската империя се оказват под юрисдикцията на латинския епископ, пребиваващ в Тираспол. По време на комунизма арменците-католици се намират под натиска на съветската власт и едва след независимостта на Армения през 1991 година, отново възникват арменски-католически общини. На 13 юли 1991 година папската курия учредява ординариат за арменците-католици в Източна Европа в град Гюмри, Армения.

## Арменската католическа общност в наши дни
През ноември 1992 година в Рим свиканият Синод на арменските католически епископи разглежда нуждата на Църквата в новите реалности. През юни 1997 отново се събира в Рим за подготовката на новия устав на Арменската католическа църква.
Важен образец на религиозния живот на арменците-католици е братството на мхитаристите, основано през 1701 година в Цариград. През 1717 година монашеската община се премества на остров Сан Лазаро във Венеция. Още една група мхитаристи се обособява през 1811 година във Виена. Двете общини се занимават с научна дейност в Европа и Близкия изток.
Братството на свещеницте в Бзумар, (Ливан) разполага с голяма библиотека и духовна семинария, открита през 1771 година. Висше образование арменските-католически духовници могат да получат и в Рим, в основания през 1883 година Арменски колеж.
Към днешно време по-голямата част от арменците-католици живеят в Бейрут, (Ливан) и Халеб, (Сирия).

## Йерархия
Главата на Арменската католическа църква е патриарх Нерсес Бедрос XIX Бутрос Тармуни, роден през 1940 г. и избран през 1999 г. Пълната му титла е: патриарх на Киликия.
Седалището му е в град Бейрут. Общата численост на арменците-католици наброява 375 182 души (2007).
Църквата има 7 епархии в Близкия изток: 2 – в Сирия и по 1 в Ливан, Ирак, Иран, Египет и Турция. Има апостолически екзархат за арменци-католици в САЩ.